# Hayne van Ghizeghem
Hayne van Ghizeghem, także Ayne, Haine, Scoen Hayne (ur. około 1445 przypuszczalnie w Ghizeghem, zm. między 1472 a 1497) – franko-flamandzki kompozytor.

## Życiorys
Przypuszczalnie pochodził z Ghizeghem koło Gandawy. Od wczesnej młodości przebywał na dworze hrabiego Charolais, późniejszego księcia Burgundii Karola Śmiałego. W 1456 roku książę powierzył go opiece śpiewaka Constansa z Utrechtu, u którego przypuszczalnie uczył się muzyki. Między 1467 a 1472 rokiem jego imię notowane jest w księgach rachunkowych dworu burgundzkiego. W 1468 roku odnotowano jego pobyt w Cambrai. Towarzyszył Karolowi Śmiałemu w jego wyprawach wojennych, w 1472 roku brał udział w oblężeniu Beauvais. Jego dalsze losy są nieznane, przypuszczalnie zmarł w trakcie oblężenia, jednak pochodzące z lat 80. XV wieku rękopisy jego utworów sugerują, że mógł jeszcze wtedy żyć i działać na dworze francuskim. Wzmianka w poemacie Guillaume’a Crétina na cześć Johannesa Ockeghema w 1497 roku poświadcza, że zmarł przed tym rokiem.
W rękopisach z przełomu XV i XVI wieku zachowało się przypisywanych mu 20 chansons, z których około połowa jest bezsprzecznie jego autorstwa. Są to pieśni polifoniczne do tekstów w języku francuskim, o charakterze wyłącznie świeckim, reprezentujące dojrzały styl szkoły burgundzkiej. Poza jedną wszystkie mają formę 3-głosowego ronda. Niektóre z nich, m.in. Allez regretz i De tous biens plaine, stały się podstawą kompozycji innych twórców, m.in. Josquina des Prés i Heinricha Isaaca.
Dzieła Haynego van Ghizeghem wydał Barton Hudson w Corpus Mensurabilis Musicae LXXIV, Rzym 1977.